# Dybtryk
Dybtryk er en reproduktionsteknik, hvor der trykkes med en plade eller cylinder med ætsede eller graverede fordybninger, der indeholder trykfarven. Dybtryk står i modsætning til højtryk og fladtryk eller offsettryk. Her behandles industrielt massetryk. For beskrivelse af kunstnerisk dybtryk se grafik (teknik).
Dybtryk bruges ofte til ugeblade og reklamer i store oplag, da det giver en god gengivelse af farver. Der trykkes med en cylinder af kobber, der påføres en fotografisk emulsion, som belyses gennem et raster og hærdes. Emulsionen udvaskes og cylinderen ætses. Herved dannes et net af fordybninger, kopper, hvis dybde bestemmer farvemængden og dermed farvetonen.
Alternativt kan man gravere cylinderen med en diamant i en særlig graveremaskine, der styres af originalmaterialet eller digitalt. Herved får kopperne også forskellig bredde.
Trykcylinderen placeres i trykmaskinen og der påføres trykfarve. En rakel skraber den overskydende farve af, og farven i kopperne afsættes nu ved pres på papirbanen, der kører gennem maskinen. Der trykkes normalt med otte cylindre (fire farver på hver side af papiret).